# یواس‌اس رو (دی‌دی-۴۱۸)
یواس‌اس رو (دی‌دی-۴۱۸) (به انگلیسی: USS Roe (DD-418)) یک کشتی بود که طول آن 348&nbsp;ft, 3¼&nbsp;in, (106.15&nbsp;m) بود. این کشتی در سال ۱۹۳۹ ساخته شد.